# Борис Милосављевић
Др Борис Милосављевић (Београд, 15. март 1967) је научни саветник Балканолошког института САНУ и дописни члан САНУ  Објављује радове из филозофије, политичке теорије, историје, посебно друштвене историје Србије и Београда, државног права.

## Биографија
Борис Милосављевић је рођен 15. марта 1967. године у Београду. Завршио је Пету београдску гимназију и дипломирао на Одељењу за филозофију Филозофског факултета Универзитета у Београду (1993) са темом из методологије („Стапање хоризоната у филозофској херменеутици Ханса Георга Гадамера”). Постдипломске студије је завршио (2000) на  Филозофском факултету Универзитета у Београду, где је одбранио мaгистарски рад са темом из историје филозофије под насловом „Платоново неписано учење” (ментор: проф. др Слободан Жуњић). Докторирао је на Факултету политичких наука Универзитета у Београду са дисертацијом из историје политичких теорија под насловом „Политичко учење Слободана Јовановића” 2010. године (председник комисије: академик Војислав Становчић). 
На основним студијама био је стипендиста Републичкe фондације за унапређење научног и уметничког подмлатка (1989–1993), а током постдипломских студија стипендиста Министарства науке  (1993–1998). У другој половини одслужења војног рока похађао је предавања на Филозофском факултету у Загребу (1986). На основу Споразума о међууниверзитетској сарадњи Универзитета у Београду и Новом Саду и Универзитета Илиноис био је учесник студијског програма на Универзитету Илиноис у Чикагу (енгл. University of Illinois Chicago) и Универзитету Илиноис у Урбани Шампејн (енгл. University of Illinois Urbana-Champaign). 
Од 1997. године радио је као истраживач-стипендиста Министарства науке у Институту за филозофију Филозофског факултета  на пројекту „Историја филозофије” (ментор: академик Михаило Ђурић). Четири године је држао часове студентима прве и четврте године студија (на предметима Историја филозофије I и Онтологија). Од 1998. године запослен је у Балканолошком институту САНУ у коме је стекао сва научна звања (научни сарадник, виши научни сарадник и научни саветник).
Борис Милосављевић је син Зорана Милосављевића. 

## Награде
- Борис Милосављевић је добитник Награде Вукове задужбине за науку за 2017. (за монографију Слободан Јовановић. Теорија).[4]

- Добитник је  Награде града Београда Деспот Стефан Лазаревић” за друштвене и хуманистичке науке за 2020. годину (за монографију Београдски родослови).[5]

## Рад у научним институцијама и друштвима
- Милосављевић је председник Научног већа Балканолошког института САНУ (од 2018).
- Заменик председника Управног одбора Балканолошког института САНУ (2015–2022).
- Члан Међународног комитета Међународног удружења за проучавање Југоисточне Европе – AIESEE (фр. Association internationale d’études du Sud-Est européen). Представник Института.
- Члан Одбора за истраживања на пројекту Филозофија између Истока и Запада Одељења друштвених наука САНУ.
- Члан Српског филозофског друштва (од 1993).
- Члан Управног одбора Српског филозофског друштва (током 2017. и 2018).
- Члан редакције Библиотеке „Студије и монографије” Института за новију историју Србије (ИНИС).
- Члан Уређивачког одбора издавачке куће Стубови културе за научна издања (1994–2011).

## Међународне конференције и научни скупови
Милосављевић је учествовао на двадесет и девет међународних конференција и научних скупова у земљи и иностранству (десет у организацији САНУ). 
Био је научни секретар и члан Организационог одбора научног скупа посвећеног 150. годишњици рођења Слободана Јовановића у САНУ (председник Организационог одбора академик Коста Чавошки) и аутор изложбе посвећене Слободану Јовановићу у Галерији САНУ (2019), на којој је представљенa архивскa грађa која се налази у приватном породичном власништву.  

## Научни рад
Милосављевићеве научне монографије и текстови су ауторски радови (нема коауторских радова, осим библиографије Слободана Јовановића, која је припремљена у сарадњи са Библиографским одељењем Библиотеке САНУ).
У складу са важећим критеријумима за вредновање монографија и других научних радова Милосављевић има: 8 објављених монографија (две на енглеском језику, преводи монографија објављених на српском), 25 радова публикованих у међународним часописима (међународни часописи и часописи  међународног значаја), 25 поглавља у монографијама (водећег међународног значаја, међународног значаја и водећег националног значаја), 14 радова у врхунским часописима националног значаја и националним часописима и остало (предговори и поговори, објављена саопштења и сажеци међународних научних скупова, прикази и научне критике, енциклопедијске одреднице, прилози, библиографијe, In memoriam), укупно 119 библиографских јединица. Сви његови радови доступни су, у складу са обавезама института САНУ, на дигиталном репозиторијуму САНУ – ДАИС (Дигитални архив издања САНУ). 

## Одабрана библиографија
Милосављевићеве научне монографије и текстови доступни су, у складу са принципом отворене науке и обавезама института САНУ, на дигиталном репозиторијуму САНУ – ДАИС (Дигитални архив издања САНУ).

### Монографије
Монографије су квантитативно одређене у складу са важећим критеријумима за вредновање монографија и других научних радова, односно правилима прописаним у правилницима о стицању истраживачких и научних звања и коефицијентима одређеним приликом стицања научних звања. Милосављевић има укупно 8 објављених монографија).

#### На српском језику
- Борис Милосављевић, Слободан Јовановић. Tеорија. Балканолошки институт САНУ. Београд 2017.  (Награде Вукове задужбине за науку за 2017).
- Борис Милосављевић, Београдски родослови. Балканолошки институт САНУ. Београд 2020.  (Награда града Београда „Деспот Стефан Лазаревић” за друштвене и хуманистичке науке за 2020. годину)
- Борис Милосављевић, „Слободан Јовановић”. Слободан Јовановић – живот, дело, време: поводом 150 година од рођења. САНУ, Београд 2019, стр. 13–228; (ендноте), стр. 327–352.
- Борис Милосављевић, Византијска филозофија у средњовековној Србији. Збирка „Стубови културе”. Књ. 3. Ур. П. Марковић, Стубови културе. Београд 2002. [студија, 6 поглавља; српско-старословенско-грчки речник појмова, 477–479; преводи изворних византијских текстова, уредио пагинацију према: Migne, Patrologiae Cursus Completus, Series Graeca; резиме студије на енглеском, немачком, француском и руском језику, стр. 481–499]
- Борис Милосављевић, „Димитрије Матић (1821–1884)”. У: Председници Друштва српске словесности, Српског ученог друштва, Српске краљевске академије, Српске академије наука и Српске академије наука и уметности. Том 1. САНУ, Београд 2023, стр. 163–223.
- Борис Милосављевић, „Владимир Јовановић (1833–1922)”. У: Председници Друштва српске словесности, Српског ученог друштва, Српске краљевске академије, Српске академије наука и Српске академије наука и уметности. Том 1. САНУ, Београд 2023, стр. 399–449.

#### На енглеском језику
- Boris Milosavljević, “Slobodan Jovanović”. Slobodan Jovanović – life, work, times: on the occasion of the 150th anniversary of his birth. Ed. K. Čavoški, A. Kostić Serbian Academy of Sciences and Arts, Belgrade 2019, 13–228, (Endnotes), 327–351.
- Boris Milosavljević, The World and Times of Slobodan Jovanović (1869–1958). On the Occasion of 150th Anniversary of His Birth. Ed. D. Otašević. SASA, Belgrade 2021.

### Радови у међународним часописима
Квантитативно исказивање научно-истраживачких резултата је урађено у складу са важећим критеријумима за вредновање монографија и других научних радова, односно правилима прописаним у правилницима о стицању истраживачких и научних звања и коефицијентима одређеним приликом стицања научних звања.

#### Радови на српском језику
- Борис Милосављевић, „Мисли Божидара Кнежевића”, Књижевна историја, год. 54, бр. 176 (2022), 249–260. (М23)
- Boris Milosavljević, „Božidar Knežević i Branislav Petronijević : Između mita i stvarnosti”, Theoria, časopis Srpskog filozofskog društva, 65, 3, (2022), стр. 39–53. (М24)
- Борис Милосављевић, „Бележница Светислава Вуловића”, Прилози за књижевност, језик, историју и фолклор, 88, (2022), стр. 33–44. (М23)
- Milosavlјevic, Boris (2020). „Milos N. Djuric: Life and philosophical views”. Theoria, Beograd. 63 (4): 37—52. doi:10.2298/THEO2004037M.
- Boris Milosavljević, „Polemika Alimpija Vasiljevića i Milana Kujundžića Aberdara (1865–1873) ”, Theoria, časopis Srpskog filozofskog društva, 61, 3, (2018), стр. 143–167. (М24)
- Boris Milosavljević, „Božidar Knežević (1862–1905): biografija, delo, kritika i recepcija”, Theoria, časopis Srpskog filozofskog društva, 60, 3 (2017), стр. 155–196. (М24) [77 стр. 139.139:1800] https://dais.sanu.ac.rs/123456789/14952
- Борис Милосављевић, „Између мита и стварности: двобој Сондермајер – Црњански, ’Le malheur et le péril’”, II. Књижевна историја 159 (2016), стр. 257–292. (М24)
- Борис Милосављевић, „Између мита и стварности: двобој Сондермајер – Црњански, ’Да не постанем Пушкин’”, I. Књижевна историја 158 (2016), стр. 147–170. (М24)
- Milosavljevic, Boris (2016). „Dr. Boris Milosavljevic: Vladimir Jovanovic: Philosophy, science, politics” (PDF). Theoria, Beograd. 59 (2): 113—149. doi:10.2298/THEO1602131M.
- Boris Milosavljević, „Dimitrije Matić. Navodni prelaz sa hegelovstva na naturalizam”. Theoria, časopis Srpskog filozofskog društva, 58, 1, (2015), стр. 103–151. (M24)
- Борис Милосављевић, „Богдан Поповић. Културни образац, књижевно васпитање и друштвена критика (Теорија скоројевића)”. Књижевна историја : часопис за науку о књижевности, 153 (2014), стр. 427–467. (М24)
- Boris Milosavljević, „Marksistička kritika studije Slobodana Jovanovića o Marksu. Praksa i dijalektika”. Theoria, časopis Srpskog filozofskog društva, 56, 3 (2013), стр. 15–40. (М24)
- Борис Милосављевић, „Теорија државне суверености Слободана Јовановића”. Српска политичка мисао, 33, 3 (2011), стр. 305–320. (M24)
- Борис Милосављевић, „Политика и морал у теорији државе Слободана Јовановића”. Анали Правног факултета у Београду, 59, 1 (2011), стр. 273–293. (M24)
- Борис Милосављевић, „Јединство државе, власти и права у правно-политичкој теорији Слободана Јовановића”. Зборник Матице српске за друштвене науке, 136 (2011), стр. 369–380. (М24)
- Борис Милосављевић, „Учешће Слободана Јовановића у покретању и раду Реда, Српског прегледа и Српског књижевног гласника”. Књижевна историја, 145 (2011), стр. 637–661. (М24)
- Boris Milosavljević, „Monaško-asketski spisi u srpskoj srednjovekovnoj filozofiji”. Gledišta, časopis Beogradskog univerziteta, 40, 1-2 (1999), стр. 78–92.
- Boris Milosavljević, „Platonova teorija načela”. Filozofski godišnjak, [ur. Mihailo Đurić], 10 (1997), стр. 5–27.
- Boris Milosavljević, „Objektivistička kritika fenomenološke hermeneutike”. Theoria, časopis Srpskog filozofskog društva, 38, 3 (1995), стр. 63–78.

#### Радови на енглеском језику
- Boris Milosavljević, “’Philosophy is dead’: Kajica Milanov on dialectical and historical materialism”, Theoria, časopis Srpskog filozofskog društva, 65, 2, (2022), стр. 17–32. (M24)
- Boris Milosavljević, “Italy in the Writings of Slobodan Jovanović”, Balcanica, LIII, (2022), стр. 141–166. (М24)
- Boris Milosavljević,“Drafting the Constitution of the Kingdom of Serbs, Croats and Slovenes (1920)”. Balcanica L (2019), 225–244. (М24)
- Boris Milosavljević, “An Early Critique of Kelsen’s Pure Theory of Law: Slobodan Jovanović on the Basic Norm and Primacy of International Law”. The Annals of the Faculty of Law in Belgrade – Belgrade Law Review LXI, 3 (2013), [Co-Editors in Chief – English edition Alan Watson and Miroljub Labus], стр. 151–167. (М24)
- Boris Milosavljević, “Liberal and Conservative Political Thought in Nineteenth-century Serbia. Vladimir Jovanović and Slobodan Jovanović”. Balcanica XLI (2010), стр. 131–153. (М24)
- Boris Milosavljević, “Basic Philosophical Texts in Medieval Serbia”. Balcanica XXXIX (2008), стр. 79–102. (М24)

### Поглавља у монографијама

#### Поглавља на српском језику
- Борис Милосављевић, „Породица и порекло Симе Лозанића”. У: Допринос Симе Лозанића науци, образовању, привреди и друштву. Поводом 175 година од рођења Симе Лозанића. Научни скуп одржан у Српској академији наука и уметности 10. и 11. маја 2023. САНУ, Београд 2023, стр. 257–267.
- Борис Милосављевић, „Слободан Јовановић (1869–1958)”. У: Председници Друштва српске словесности, Српског ученог друштва, Српске краљевске академије, Српске академије наука и Српске академије наука и уметности. Том 2. Гл. ур. З. Кнежевић, ур. Ж. Чековић. САНУ, Београд 2023, стр. 299–349.
- Борис Милосављевић, „Филозофске теме у делу Слободана Јовановића”. Слободан Јовановић. Поводом 150 година од рођења. Председништво САНУ. Књига 13. Гл. ур. М. Анђелковић. Ур. К. Чавошки, А. Костић, САНУ, Београд 2020, стр. 161–179.
- Борис Милосављевић, „Породица и порекло Владана Ђорђевића”. У: Владан Ђорђевић : поводом сто седамдесет шест година од рођења, Научни скупови САНУ, 189, Председништво САНУ. Књига 14. Гл. ур. З. Кнежевић. Ур. В. Кањух, Р. Чоловић, М. Радојевић, Ј. Делић,  САНУ, Београд 2020, стр. 185–204.
- Борис Милосављевић, „Јовановићева теорија државе”. Слободан Јовановић – живот, дело, време : поводом 150 година од рођења. Гл. ур. М. Анђелковић. Ур. К. Чавошки, А. Костић, САНУ, Београд 2019, стр. 229–266, (ендноте) 351–357.
- Борис Милосављевић, „Филозофска схватања Милоша Н. Ђурића”. Милош Н. Ђурић. Класично наслеђе на размеђи традиционалног и модерног, Одељење језика и књижевности САНУ. Књига 33. Ур. Злата Бојовић. САНУ, Београд 2021, стр. 131–158.
- Борис Милосављевић, „Слободан Јовановић на Конференцији мира у Паризу и стварање југословенске државе”. Крај рата, Срби и стварање Југославије. Одељење историјских наука САНУ. Књига 41. Ур. М. Војводић. САНУ, Београд 2021, стр. 481–499.
- Борис Милосављевић, „Стојан Новаковић и Слободан Јовановић”. У: Стојан Новаковић. Поводом сто седамдесет пет година од рођења. Председништво САНУ. Књига 11. Ур. М. Војводић, А. Костић, САНУ, Београд 2018, стр. 357–378.
- Борис Милосављевић, „Свети кнез Владимир Кијевски. Култ руских светих код Срба у XIX и XX веку”, Свети кнез Владимир Кијевски (1015–2015) / Издавачка кућа „Света Тројица”, Београд 2017, стр. 208–216.
- Борис Милосављевић, „Радомир Д. Лукић – теорија државе и филозофска схватања”. Научно наслеђе Радомира Д. Лукића, Зборник радова са научног скупа одржаног 11–12 децембра 2014. Ур. Д. Н. Баста, С. Аврамовић. Српска академија наука и уметности, Правни факултет Универзитета у Београду, Београд 2015, стр. 455–481.
- Борис Милосављевић, „Политички односи Србије и Русије”. У: Руски некропољ у Београду. Знамење историјског пријатељства, 2. допуњено издање. Ур. Мира Радојевић, Милош Ковић. Фондација за обнављање, подршку и очување комплекса историјско-меморијалних споменика у Републици Србији, [рецензeнти В. Ђ.  Крестић, М. Војводић]. ИПЕД, Београд 2014, стр. 235–247.

#### Поглавља на енглеском језику
- Boris Milosavlјević, “Balkan ’Propaganda Wars’ in the Late 19th Century: Participant and Interpreter: Historian Slobodan Jovanović”, The Balkans in the Age of New Imperialism and Beyond. Académie roumaine, Collection dirigée par Andrei Pippidi et Andrei Timotin, Editura Istros A Muzeului Brailei “Carol I”, Bucarest 2021, 109–128.
- Boris Milosavljević, “Major Philosophical Texts in Medieval Serbia.” The Christian Heritage of Kosovo and Metohija, The Historical and Spiritual Heartland of the Serbian People, Los Angeles: Sebastian Press, Los Angeles : Serbica Americana, Belgrade : Institute for Balkan Studies, Serbian Academy of Sciences and Arts, Belgrade : Faculty of Orthodox Theology, Belgrade : BLAGO Fund, Chicago : The Episcopal Council of the Serbian Orthodox Church in North and South America [Editor-in-Chief  Bishop Maxim (Vasiljević), Chief Contributing editor Dušan T. Bataković], 2015. стр. 300–313.
- Boris Milosavljević, “Jovanović’s Theory of the State”. In Slobodan Jovanović – life, work, times : on the occasion of the 150th anniversary of his birth. Еd. K. Čavoški, A. Kostić, 229–266, endnotes 351–357. Belgrade: Serbian Academy of Sciences and Arts, 2019.

#### Поглавља на руском језику
- Борис Милосавлевич, „Святой князь Владимир Киевский. Культ русских святых у сербов в XIХ–ХХ веках”, Святой князь Владимир Киевский (1015–2015 гг.) Сборник статей в честь 1000-летия преставления, Издавачка кућа „Света Тројица”, Београд 2017. [Рецензенти: Д. Т. Батаковић, Н. А. Нарочницкая. Гл. ур. В. В. Тарасьев, ур. Б. З. Милосављевић], стр. 217–226.  978-86-919289-1-9 (M14)
- Борис Милосавлевич, „Политические отношения Сербии и России”. В Русский некрополь в Белграде – символ исторической дружбы. Ур. Мира Радојевић, Милош Ковић. Фонд поддержания, восстановления и сохранения комплекса историко-мемориальных памятников „Русский некрополь”, [рецензeнти: В. Ђ.  Крестић, М. Војводић]. ЕПЭД, Белград 2014, стр. 246–259.  978-86-80004-02-0 (М14)

### Радови објављени у националним часописима

#### Радови на српском језику
- Борис Милосављевић, „Слободан Јовановић – историографија и методологија”. Токови историје, 2 (2014), стр. 157–184. (М51)
- Борис Милосављевић, „Питање покретача и оснивача Српског културног клуба”. Токови историје, часопис Института за новију историју Србије, 1 (2012), стр. 27–51. (M51)
- Борис Милосављевић, „Слободан Јовановић у Министарству иностраних дела (1892–1897). Део 2. Шеф Просветног одељења (Пропаганде)”. Зборник Матице српске за историју 93 (2016), стр. 7–31. (М51)
- Борис Милосављевић, „Слободан Јовановић у Министарству иностраних дела (1892–1897) [Први део]”. Зборник Матице српске за историју  92 (2015), стр. 39–59. (М51)
- Boris Milosavljević, „Liberalizam, pozitivizam i patriotizam Vladimira Jovanovića”. Kultura 134 (2012), стр. 246–262. (M51)
- Boris Milosavljević, „Kulturni obrazac i pojam poluintelektualca”. Kultura, 137 (2012), стр. 127–143. (М51)
- Борис Милосављевић, „Двобој у Србији. Историјски, друштвени, правни, политички и морални аспект”. Годишњак за друштвену историју, 21, 1 (2014), стр. 7–36. (М51)
- Борис Милосављевић, „Национални карактер, културни и политички образац”. Национални интерес, часопис за национална и државна питања, 3 (2013), стр. 191–217. (М51)

- Boris Milosavljević, „Rani radovi Slobodana Jovanovića”. Godišnjak Fakulteta političkih nauka, 5, 5 (2011), стр. 265–291. (М51)
- Борис Милосављевић, „Културни и политички образац: памћење и заборав”. Летопис Матице српске, 493, 6 (2014), стр. 783–808. (М53)
- Борис Милосављевић, „Балкански ратови”. Летопис Матице српскe, 491, 3 (2013), стр. 252–288. (М53)
- Борис Милосављевић, „Новосадска породица Слободана Јовановића”, Анали Огранка САНУ у Новом Саду, бр. 15, (2019), стр. 148–159.
- Boris Milosavlјević, „Platonova struktura stvarnosti”. U: Istorija i razvoj teorija arhitekture, 1. Ur. Vladimir Mako, Arhitektonski fakultet Univerziteta u Beogradu, Beograd 2003, стр. 15–36.
- Борис Милосављевић, „Геленова критика Шелерове антропологијe”. Градина, часопис за књижевност, уметност и друштвена питања, 33, 5,/6 (1998), стр. 101–111.
- Boris Milosavlјević, „Platonova reč o meri i nemerlјivosti”. Aletheia 1 (1988), стр. 81–92.

#### Радови на енглеском језику
- Boris Milosavljević, “Historiographic and Methodological Importance of Kajica Milanov’s Works”, Synaxa, Matica Srpska International Journal for Social Sciences, Arts and Culture, 8–9, 1–2, (2021), стр. 35–68.
- Boris Milosavljević, “Relations Between the State and Religious Communities in the Federal Republic of Yugoslavia”, BYU Law Review, 2 (2002), стр. 311–341.
- Boris Milosavljević, “Religious Freedom and the Relationship Between the State and Religious Communities Within the Framework of the Reforms Being Undertaken in the Federal Republic of Yugoslavia”. South-East Europe Review for Labour and Social Affairs, Quarterly of the Hans-Böckler-Foundation, 5/1 (2002), стр. 41–61.

### Поглавља у националним монографијама и тематским зборницима
- Борис Милосављевић, „Критика Русоовог учења у делу Слободана Јовановића”. Историја српске филозофије II. Ур. И. Деретић. Evro-Giunti, Београд 2012, стр. 139–185.
- Борис Милосављевић, „Увод у ’Спор око тумачења српске историје’ Кајице Миланова – Миланов, Недељковић, Ђилас”. У „Кајица Миланов, ’Спор око тумачења српске историје’”, Историја српске филозофије II, Evro-Giunti, Београд 2012, стр. 314–331.
- Борис Милосављевић, „Учење о држави и Држава Слободана Јовановића”. Историја српске филозофије I. Ур. И. Деретић. Evro-Giunti, Београд 2011, стр. 341–359.

- Борис Милосављевић, „Међуратна марксистичка критика студије Слободана Јовановића о Марксу и историји марксизма – морални идеали и грађански објективизам”. Историја српске филозофије III, Прилози истраживању. Ур. И. Деретић. Евро-Ђунти, Београд 2014, стр. 393–423.
- Борис Милосављевић, „Јовановићев појам културног обрасца”, Књижевност и култура у читању Слободана Јовановића, Институт за књижевност и уметност, Београд 2022, стр. 47–62.
- Борис Милосављевић, „Историографски и методолошки значај дела Кајице Миланова”. У: Кајица Миланов, Титовштина у Југославији, (1952), Друго издање. Предговор: Слободан Јовановић. Поговор: Борис Милосављевић. Библиотека Continuum, 16. Ур. Ч. Оцић. ДПИ – ИЕС, Београд 2021, стр. 323–338 [и „Епилог спора око тумачења српске историје“]
- Борис Милосављевић, „Друштво после рата. Сенке великог успеха”. Србија 1918 : ослобођење домовине, повратак ратника, живот у новој држави,  Међуопштински историјски архив Чачак, Inštitut za kulturne in spominske študije, Ljubljana, Центар за историју Југославије и савремену националну историју Филозофског факултета  Универзитета у Београду, Чачак 2021, стр. 253–269.
- Борис Милосављевић, „Русија и настанак југословенске државе”. Крај Првог свјетског рата и настанак југословенске државе. Гл. ур. Р. Кузмановић. Ур. Д. Мирјанић, Н. Б. Поповић, Д. Бранковић. Академија наука и умјетности Републике Српске, Бања Лука 2020, стр. 191–211.
- Борис Милосављевић, „Божидар Кнежевић : живот и дело”. У: Историја српске филозофије: прилози истраживању IV. Ур. И. Деретић, А. Кандић. Филозофски факултет Универзитета у Београду, Београд  2019, стр. 35–91.
- Борис Милосављевић, „Двобој Сондермајер – Црњански”, Милош Црњански изблиза. Зборник. Приредио Михајло Пантић. Библиотека града Београда, [Овом књигом Библиотека града Београда обележава 125 година од рођења Милоша Црњанског], Београд 2018, стр. 22–97.  978-86-7191-302-7.
- Борис Милосављевић, „Допринос Александра Соловјева истраживању и разумевању континуитета у српској историји”. У: 125 година од рођења Александра Васиљевича Соловјева. Ур. З. Мирковић, Н. Кршљанин. Правни факултет Универзитета у Београду, Београд 2016, стр. 79–102.
- Борис Милосављевић, „Божидар Кнежевић”. Срби 1903–1914. Историја идеја. Ур. М. Ковић, Clio Београд 2015, стр. 428–449.
- Борис Милосављевић, „Међуратна марксистичка критика студије Слободана Јовановића о Марксу и историји марксизма – морални идеали и грађански објективизам”. Историја српске филозофије III, Прилози истраживању. Ур. И. Деретић. Евро-Ђунти, Београд 2014, стр. 393–423.
- Борис Милосављевић, „Јовановићев портрет Драже Михаиловића” (предговор). У: Слободан Јовановић, О историјској личности генерала Михаиловића. Ур. Борис Милосављевић, Београд, Фонд Слободан Јовановић. Ур. Миле Савић, 2012, стр. 7–32.
- Борис Милосављевић, „Јовановићев портрет генерала Михаиловића”. У: Слободан Јовановић и савременици о генералу Михаиловићу, Хришћанска мисао: Хиландарски фонд; Универзитетска библиотека православни богослови [Фоча]; Задужбина „Николај Велимировић и Јустин Поповић” [Ваљево], Београд 2018, стр. 17–34.
- Борис Милосављевић, „Платонова теорија начела”. У: Agrafa dogmata. Ур. Богољуб Шијаковић, Luča, časopis za filozofiju, sociologiju i društveni život, 20, 2 (2004), стр. 214–237.
- Борис Милосављевић, „Апофатички и катафатички метод у Ареопагитским списима”. У: О српској философији, ур. Илија Марић, Плато, Београд 2003, стр. 267–284.

### Саопштења на међународним конференцијама
- Boris Milosavlјević, “The Byzantine Empire in the Typology of States (Typical Medieval State, Byzantine Republic, Modern Absolute Monarchy)”. Proceeding of the 23rd International Congress of Byzantine Studies, Belgrade, 22–27 August 2016. The Serbian National Committee of Byzantine Studies, Belgrade 2016, стр. 793–795.
- Boris Milosavlјević, “Palamas’ Understanding of οὐσία and ἐνέργεια”. Proceeding of the 23rd International Congress of Byzantine Studies, Belgrade, 22–27 August 2016. The Serbian National Committee of Byzantine Studies, Belgrade 2016, стр. 318–319.
- Boris Milosavlјević, “Balkan ’Propaganda Wars’ in the Late 19th Century:  Participant and Interpreter: Historian Slobodan Jovanović”, 12th International Congress of South-East European Studies Bucharest, 2–6 September 2019: Political, Social and Religious Dynamics in South-Eastern Europe (Dynamiques politiques, sociales et religieuses dans le Sud-Est européen) abstracts. The Romanian National Committee of South-East European Studies, Bucarest 2019, стр. 235–236.

### Научне критике, прикази, саопштења, прилози

#### На српском језику
- Борис Милосављевић, „О животу и делу Слободана Јовановића” у: „Слободан Јовановић : теорија / Борис Милосављевић ; уредник Душан Т. Батаковић. - Београд : Балканолошки институт САНУ, 2017,” [представљање књиге на Трибини Библиотеке САНУ], Трибина Библиотеке САНУ, 7, 7 (2019). Уредик: академик Миро Вуксановић. Говорили: „Реч уредника”; академик Данило Баста, др Војислав Г. Павловић, др Борис Милосављевић. У Београду, уторак 8. мај 2018. у 13 часова стр. 115–119.
- Борис Милосављевић, „Из преписке Слободана Јовановића”, Слободан Јовановић – живот, дело, време : поводом 150 година од рођења, Српска академија наука и уметности, Београд 2019, стр. 371–400.
- Борис Милосављевић, „Повеље, укази, признања, одликовања, документи”, Слободан Јовановић – живот, дело, време : поводом 150 година од рођења, Српска академија наука и уметности, Београд 2019, стр. 405–425.
- Boris Milosavlјević, „Novi pogled na delo Branislava Petronijevića – Petronijević B, Izabrana dela, 1–12, Zavod za udžbenike i nastavna sredstva, Beograd 1997–1998”. Gledišta, časopis Beogradskog univerziteta, 40, 1-2 (1999), стр. 269–279.
- Boris Milosavlјević, „Jeremićeva sinteza istorije srpske filozofije – Jeremić D, O filozofiji kod Srba, ur. I. Marić, Plato, Beograd 1997”. Gledišta, časopis Beogradskog univerziteta, 40, 1-2 (1999), стр. 301–308.
- Борис Милосављевић, „Српска филозофија данас (Die serbische Philosophie heute, Mihaio Đurić, Slobodan Žunjić Hrsg., Salvica Verlag dr. Anton Kovač, München 1993),” Итака, 1 (1995), стр. 189–190.

#### На енглеском језику
- Boris Milosavlјević, “Stéphane Courtois, Lénine, l’inventeur du totalitarisme. Paris: Perrin, 2017, 502 p.” Balcanica XLIX  (2018), стр. 258–260. (М27)
- Boris Milosavljević, “From Slobodan Jovanović’s Correspondence”, Slobodan Jovanović – life, work, times : on the occasion of the 150th anniversary of his birth,  Serbian Academy of Sciences and Arts, Belgrade 2019, стр. 371–400.
- Boris Milosavljević, „Charters, Decrees, Decorations, Medals, Documents”, Slobodan Jovanović – life, work, times : on the occasion of the 150th anniversary of his birth,  Serbian Academy of Sciences and Arts, Belgrade 2019, стр. 405–425.
- Борис Милосављевић, „Писма Слободану Јовановићу из Врњачке Бање”, објављено у: Велики српски научници. Завичајни музеј –замак културе. Културни центар Врњачке Бање (замак Бели-Марковић). Аутор пројекта: Јелена Боровић–Димић, сарадник на пројекту: академик Видојко Јовић. Итерклима-графика, Врњачка Бања  2017, стр. 9–12. [5 стр. 8.934:1.800]
- Boris Milosavlјević, „Bergson, vreme, Proust”. U potrazi za Marselom Prustom. Deјan Mijač (reditelj), Miodrag Tabački (scenograf), Nenad Prokić (dramarurg), Božana Jovanović (kostimograf), Boris Milosavlјević (konsultant za literaturu). Premijera: Velika scena JDP, 25 maj 1990. Jovan Ćirilov (upravnik), Jugoslovensko dramsko pozorište, Beograd 1990, стр. 6–9.

### Библиографијe
- Борис Милосављевић, (са Светланом Симоновић-Мандић и Марином Нинић) „Слободан Јовановић: библиографија”. У Слободан Јовановић – живот, дело, време : поводом 150 година од рођења, ур. К. Чавошки, А. Костић, Српска академија наука и уметности, Београд 2019, стр. 429–497.

- Boris Milosavlјević, (with Svetlana Simonović-Mandić and Marina Ninić) “Slobodan Jovanović’s Bibliography”. In Slobodan Jovanović – life, work, times : on the occasion of the 150th anniversary of his birth, ed. K. Čavoški, A. Kostić, Serbian Academy of Sciences and Arts, Belgrade 2019, 229–266, [endnotes] 351–357.